# Кротошинський повіт
Кротошинський повіт (пол. powiat krotoszyński) — один з 31 земських повітів Великопольського воєводства Польщі.
Утворений 1 січня 1999 року в результаті адміністративної реформи.

## Загальні дані
Повіт знаходиться у південній частині воєводства.
Адміністративний центр — місто Кротошин.
Станом на 1.01.2008 населення становить 77 144 осіб, площа 713,68 км².

## Демографія
Демографічні дані повіту станом на 30.06.2005:
|       | Всього | Всього | Жінки  | Жінки | Чоловіки | Чоловіки |
| ----- | ------ | ------ | ------ | ----- | -------- | -------- |
|       | осіб   | %      | осіб   | %     | осіб     | %        |
| Повіт | 76 959 | 100    | 39 299 | 51,1  | 37 660   | 48,9     |
| Міста | 46 353 | 100    | 24 004 | 51,8  | 22 349   | 48,2     |
| Села  | 30 606 | 100    | 15 295 | 50    | 15 311   | 50       |